# Unkoku Togan
Unkoku Togan (雲谷 等顔, né en 1547 et mort en 1618 à Yamaguchi)

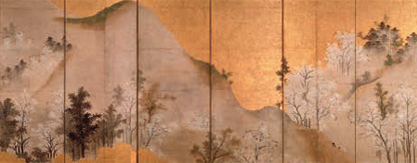

est un peintre japonais né dans une famille aisée de Nagasaki, deuxième fils de Hara Naoie, Daimyo du château de Nokomi dans la province de Hizen.
D'abord peintre de l'école Kanō, Togan trouve bientôt son inspiration dans le style de Sesshu. Il peint des paysages réalistes, généralement à l'encre sur le papier. Il travaille pour Mōri Motonari, daimyo dans la préfecture de Yamaguchi. Il se fait plus tard prêtre bouddhique et abbé du temple Unkoku-an.